# Oriolus traillii
Papa-figos-escarlate ou papa-figos-grená (Oriolus traillii) é uma espécie de ave da família Oriolidae.

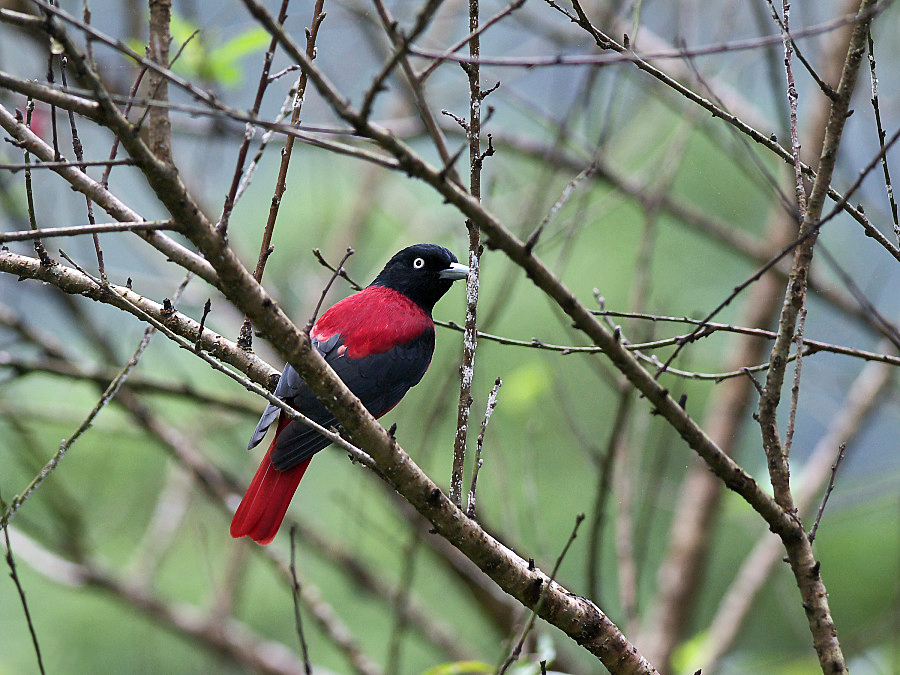
as subespécies escarlate de Taiwan

Pode ser encontrada nos seguintes países: Bangladesh, Butão, Camboja, China, Índia, Laos, Myanmar, Nepal, Taiwan, Tailândia e Vietname.
Os seus habitats naturais são: florestas subtropicais ou tropicais húmidas de baixa altitude.